# Cyphonistes camurus
Cyphonistes camurus är en skalbaggsart som beskrevs av Karsch 1881. Cyphonistes camurus ingår i släktet Cyphonistes och familjen Dynastidae. Utöver nominatformen finns också underarten C. c. bouyeri.